# Daniel Wyler
Daniel Wyler (* 23. Oktober 1959 in St. Gallen) ist ein Schweizer Politiker (SVP) und seit 1. Juli 2018 Regierungsrat des Kantons Obwalden. Im  Amtsjahr 2025/2026 ist er der Obwaldner Landammann.

## Leben
Nach der Wirtschaftsmatura und einem Studium der Rechtswissenschaft erwarb Wyler das Lizentiat der Rechte (lic. iur.). Er war vor seiner Regierungstätigkeit als Unternehmensleiter im Gesundheitswesen tätig. Von 2011 bis 2018 war er Mitglied des Obwaldner Kantonsrats und Fraktionspräsident der SVP. Am 8. April 2018 wurde er im 2. Wahlgang in den Regierungsrat des Kantons gewählt, wo er sich mit 5487 Stimmen, neben Christian Schäli (CSP), einen der beiden im 2. Wahlgang zu vergebenden Sitze sichern konnte. Er hat das Regierungsamt per 1. Juli 2018 angetreten und das Volkswirtschaftsdepartement übernommen. Im Amtsjahr 2021/2022 war er Landammann, für das Amtsjahr 2025/2026 wurde er erneut in dieses Amt gewählt.
Wyler wohnt in Engelberg, hat eine Lebenspartnerin und vier Kinder.